# Holopogon imbecillus
Holopogon imbecillus là một loài ruồi trong họ Asilidae. Holopogon imbecillus được Loew miêu tả năm 1871. Loài này phân bố ở vùng Cổ Bắc giới.